# 多梅桑
多梅桑（法語：Domessin，法語發音：[dɔmesɛ̃]）是法国萨瓦省的一个市镇，属于尚贝里区。

## 地理
多梅桑（45°32'25"N, 5°42'33"E）面积9.83 平方千米，位于法国奥弗涅-罗讷-阿尔卑斯大区萨瓦省，该省份为法国东部省份，历史上为薩伏依的一部分，北起上萨瓦省，西接伊泽尔省和安省，南部和东部与上阿尔卑斯省和意大利接壤。
与多梅桑接壤的市镇（或旧市镇、城区）包括：勒蓬德博瓦桑、罗马尼约、圣阿尔班-德沃尔塞尔、圣让达沃拉讷、贝尔蒙-特拉莫内、拉布里杜瓦尔、勒蓬德博瓦桑、圣贝龙、沃雷勒德蒙贝勒。
多梅桑的时区为UTC+01:00、UTC+02:00（夏令时）。

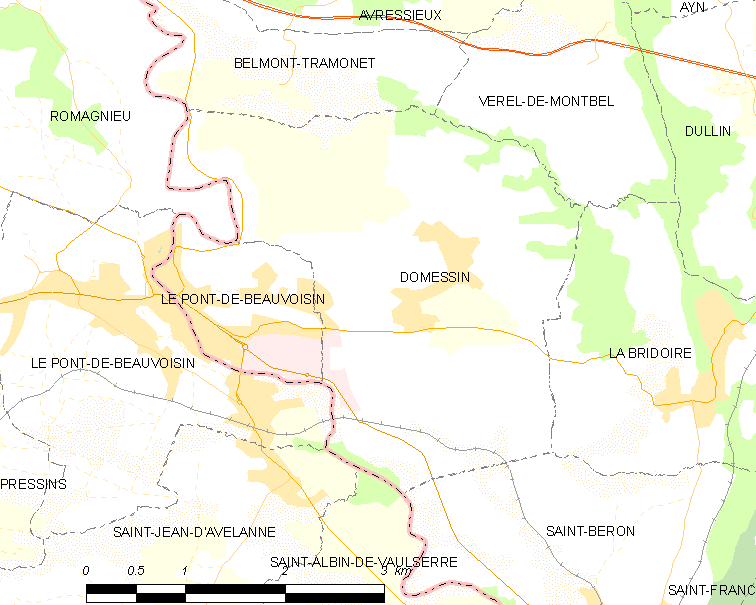
多梅桑的OSM定位图

## 行政
多梅桑的邮政编码为73330，INSEE市镇编码为73100。

## 政治
多梅桑所属的省级选区为勒蓬德博瓦桑县。

## 人口

1962-2008年间多梅桑人口变化图示

多梅桑于2022年1月1日时的人口数量为1999人。